# Lista de presidentes de Burquina Fasso
Esta é a lista de presidentes da Burquina Fasso (antiga Alto Volta) desde a criação do cargo em 1960.
Um total de oito pessoas ocuparam o cargo de presidente (sem contar Chefes de Estado, Presidentes de Transição e um presidente interino em rebelião). 
O atual chefe de Estado de Burkina Faso é presidente do Movimento Patriótico de Salvaguarda e Restauração Capitão Ibrahim Traoré, que assumiu o poder durante um golpe de Estado em 30 de setembro de 2022. 

## Lista de chefes de Estado (1960-presente)
| №                                           | Retrato                             | Nome                                                                                           | Mandato                             | Mandato                             | Eleição                             | Partido                             |
| República do Alto Volta (1959-1984)         | República do Alto Volta (1959-1984) | República do Alto Volta (1959-1984)                                                            | República do Alto Volta (1959-1984) | República do Alto Volta (1959-1984) | República do Alto Volta (1959-1984) | República do Alto Volta (1959-1984) |
| ------------------------------------------- | ----------------------------------- | ---------------------------------------------------------------------------------------------- | ----------------------------------- | ----------------------------------- | ----------------------------------- | ----------------------------------- |
| 1                                           |                                     | Maurice Yaméogo (1921-1993)                                                                    | 5 de agosto de 1960                 | 3 de janeiro de 1966 (Deposto)      | 1959 1965                           | UDV-RDA                             |
| 2                                           |                                     | Sangoulé Lamizana (1916-2005)                                                                  | 3 de janeiro de 1966                | 25 de novembro de 1980 (Deposto)    | 1978                                | Militar                             |
| 3                                           |                                     | Saye Zerbo (Presidente do Comitê Militar de Recuperação para o Progresso Nacional) (1932-2009) | 25 de novembro de 1980              | 7 de novembro de 1982 (Deposto)     | —                                   | Militar                             |
| 4                                           |                                     | Jean-Baptiste Ouédraogo (Chefe de Estado) (n.1942)                                             | 9 de novembro de 1982               | 4 de agosto de 1983 (Deposto)       | —                                   | Militar                             |
| 5                                           |                                     | Thomas Sankara (Presidente do Conselho Nacional da Revolução) (1949-1987)                      | 4 de agosto de 1983                 | 4 de agosto de 1984                 | —                                   | Militar                             |
| República da Burquina Fasso (1984-presente) |                                     |                                                                                                |                                     |                                     |                                     |                                     |
| 5                                           |                                     | Thomas Sankara (Presidente do Conselho Nacional da Revolução) (1949-1987)                      | 4 de agosto de 1984                 | 15 de outubro de 1987 (Deposto)     | —                                   | Militar                             |
| 6                                           |                                     | Blaise Compaoré (Presidente da Frente Popular) (Presidente da República) (n.1951)              | 17 de outubro de 1987               | 31 de outubro de 2014 (Renunciou)   | 1991 1998 2005 2010                 | Militar PF ODP-MT CDP               |
| -                                           |                                     | Honoré Traoré (Presidente do Conselho Nacional para Democracia) (n.1957)                       | 31 de outubro de 2014               | 1 de novembro de 2014               | —                                   | Militar                             |
| -                                           |                                     | Yacouba Isaac Zida (Presidente do Conselho Nacional para Democracia) (n.1965)                  | 1 de novembro de 2014               | 18 de novembro de 2014              | —                                   | Militar                             |
| -                                           |                                     | Michel Kafando (Chefe de Estado) (n.1942)                                                      | 18 de novembro de 2014              | 17 de setembro de 2015 (Deposto)    | —                                   | Independente                        |
| 7                                           |                                     | Gilbert Diendéré (Presidente da República) (n.1960)                                            | 17 de setembro de 2015              | 23 de setembro de 2015              | —                                   | Militar                             |
| -                                           |                                     | Cherif Sy (Chefe de Estado Interino) (n.1960)                                                  | 17 de setembro de 2015              | 23 de setembro de 2015              | —                                   | Independente                        |
| -                                           |                                     | Michel Kafando (Chefe de Estado Interino) (n.1942)                                             | 23 de setembro de 2015              | 29 de dezembro de 2015              | —                                   | Independente                        |
| 8                                           |                                     | Roch Marc Christian Kaboré (Presidente da República) (n.1957)                                  | 29 de dezembro de 2015              | 24 de janeiro de 2022 (Deposto)     | 2015 2020                           | MPP                                 |
| -                                           |                                     | Paul-Henri Sandaogo Damiba (Interino) (n.1981)                                                 | 24 de janeiro de 2022               | 30 de setembro de 2022 (Deposto)    | —                                   | Militar                             |
| -                                           |                                     | Ibrahim Traoré (Interino) (n.1988)                                                             | 30 de setembro de 2022              | Presente                            | —                                   | Militar                             |